# Toyota Aygo X
Toyota Aygo X ― міський автомобіль-кросовер, що випускається компанією Toyota з 2022 року. Прийшов на зміну моделі Toyota Aygo. 

## Опис

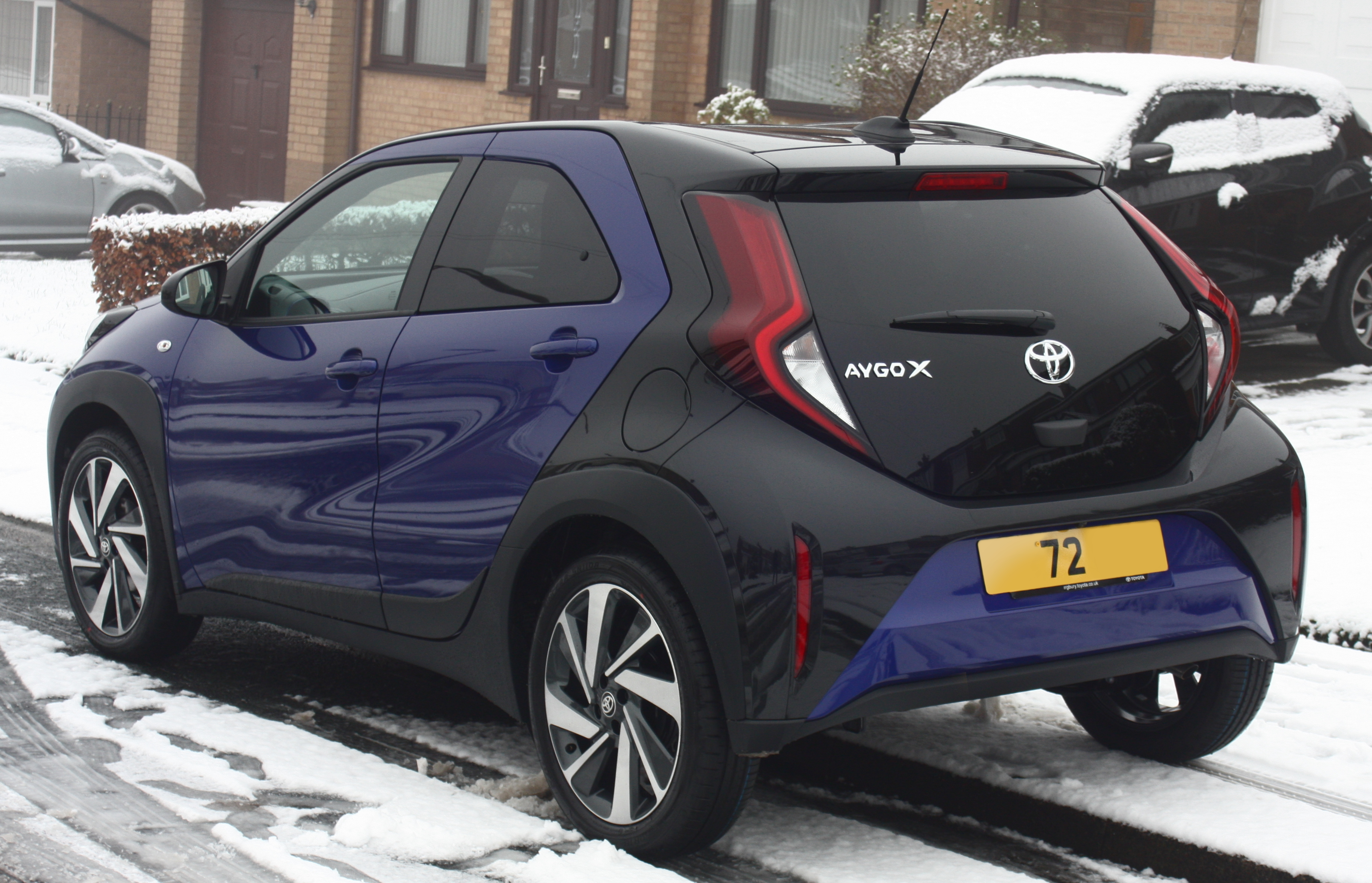

17 березня 2021 року був представлений концепт-кар Aygo X prologue. Він був розроблений дизайн-центром Toyota Motor Europe ED2 у Софії-Антиполісі. Серійний варіант був розроблений у Завентемі і був представлений 5 листопада 2021. 
Фейсліфтінг був представлений 1 червня 2025 року.

## Технічні характеристики
Модель Toyota Aygo X базована на платформі GA-B. Двигун той самий, що й у Toyota Aygo. 

## Двигуни
| Бензинові двигуни внутрішнього згоряння | Бензинові двигуни внутрішнього згоряння | Бензинові двигуни внутрішнього згоряння | Бензинові двигуни внутрішнього згоряння | Бензинові двигуни внутрішнього згоряння | Бензинові двигуни внутрішнього згоряння | Бензинові двигуни внутрішнього згоряння | Бензинові двигуни внутрішнього згоряння | Бензинові двигуни внутрішнього згоряння |
| Шасі                                    | Модель                                  | Двигун                                  | Трансмісія                              | Потужність                              | Обертаючий момент                       | Розгін до 100 км/год                    | Максимальна швидкість                   | Викиди CO 2                             |
| --------------------------------------- | --------------------------------------- | --------------------------------------- | --------------------------------------- | --------------------------------------- | --------------------------------------- | --------------------------------------- | --------------------------------------- | --------------------------------------- |
| KGB70                                   | 1.0                                     | 1KR-B52                                 | 5-скор. МКПП CVT                        | 72 к.с (54 кВт) при 6000 об/хв          | 93 Н*м при 4400 об/хв                   | 14,9 сек.                               | 158 км/год                              | 109 г/км                                |